# スタトラー&ウォルドーフ
スタトラー&ウォルドーフ（Statler and Waldorf）はテレビ番組『マペット・ショー』に登場する人間である。

## 概要
この2人は、『The Muppet Show: Sex and Violence』で初登場。名前の由来は、スタトラー・ヒルトンとウォルドルフ＝アストリアから来ている。
当初はジェリー・ネルソンとジム・ヘンソンが、マペット・ショーのパイロット版『Sex and Violence』でスタトラー＆ウォルドーフを演じていた。ネルソンはスケジュールの都合で忙しかったために、リチャード・ハントがスタトラーを演じた。ハントとヘンソンは、1990年にヘンソンが亡くなるまでに2人で演じ続けた。
マペットのクリスマス・キャロルでは、ジェリー・ネルソン（スタトラー役）とデーヴ・ゲルツ（ウォルドーフ役）が演じたその後、ジェリー・ネルソンが健康状態の理由でパペティアを辞め、代わりにスティーヴ・ホイットマイアがスタトラーを演じた。ケビン・クラッシュは、マペット放送局で幾つかのエピソードでウォルドーフを演じた。ホイットマイアの不祥事でカーミット役を解雇されてマット・ヴォーゲルに代わってからは、ピーター・リンツがスタトラーを演じている。

## 日本語吹替
※太字は専属声優
| 担当声優                                              | 担当作品 |
| ----------------------------------------------------- | --- |
| 前沢迪雄（スタトラー） 河村弘二（ウォルドーフ）       | マペットの夢みるハリウッド（LD版） マペット・ショー                                                                             |
| 不明（スタトラー） 不明（ウォルドーフ）               | マペットめざせブロードウェイ!（CBS/FOXビデオ版）                                                                                |
| 永江智明（スタトラー） 槐柳二（ウォルドーフ）         | マペットのクリスマス・キャロル マペットの宝島                                                                                   |
| 西川幾雄（スタトラー） 北村弘一（ウォルドーフ）       | マペット放送局 ゴンゾ宇宙に帰る マペットのメリー・クリスマス マペットめざせブロードウェイ!（ソニー版） マペットのオズの魔法使い |
| 島香裕（スタトラー） 大川透（ウォルドーフ）           | カーミットのどろんこ大冒険 |
| 西川幾雄（スタトラー） 伊井篤史（ウォルドーフ）       | スタジオDC:オールスター・ライブ ザ・マペッツ                                                                                    |
| 唐沢龍之介（スタトラー） 吉富英治（ウォルドーフ）     | マペットの夢みるハリウッド（Disney+版） マペット・ベビー マペットのホーンテッドマンション ザ・マペッツ・メイヘム                |
| 宮崎敦吉（スタトラー） 越後屋コースケ（ウォルドーフ） | マペット大集合! |